# نيد كوك
نيد كوك هو عالم اجتماع وفيلسوف برازيلي، ولد في 1964 في البرازيل.